# Vrh pri Fari
Vrh pri Fari je naselje u slovenskoj Općini Kostelu. Vrh pri Fari se nalazi u pokrajini Dolenjskoj i statističkoj regiji Jugoistočnoj Sloveniji. 

## Stanovništvo
Prema popisu stanovništva iz 2002. godine naselje je imalo 22 stanovnika.